# Abell 2065
Abell 2065 (nebo Kupa galaxií v Severní koruně) je kupa galaxií v souhvězdí Severní koruny. Její nejjasnější galaxií je PGC 54876. Nachází se ve vzdálenosti přibližně 1 miliardy světelných let od Slunce. Je v ní přes 400 galaxií, nejjasnější z nichž pak dosahují zdánlivé magnitudy 16. Ve třicátých letech 20. století ji k prokázání rozpínání vesmíru pozorovali Milton Humason a Edwin Hubble. Spolu s kupami galaxií Abell 2061, Abell 2067, Abell 2079, Abell 2089 a Abell 2092 tvoří superkupu galaxií v Severní koruně.

## Údaje
- Typ: Kupa galaxií
- Rektascenze: 15h 22m 31,8 s
- Deklinace: +27° 42' 04"
- Červený posun: 21, 673 km/s
- Vzdálenost: Více než 1 miliardy světelných let
- Souhvězdí: Severní Koruna

Největší galaxie: PGC 54821, PGC 54858, PGC 54867, PGC 54869, PGC 54870, PGC 54875, PGC 54876, PGC 54883, PGC 54884, PGC 54888, PGC 54891, PGC 54894.
Další názvy: PGC 4599088